# Sander van de Streek
Sander van de Streek (* 24. März 1993 in Barneveld) ist ein niederländischer Fußballspieler der beim türkischen Süperligisten Antalyaspor unter Vertrag steht.

## Karriere
Sander van de Streek begann seine Fußballkarriere beim SDV Barneveld aus seiner Heimatregion Gelderland. Dort spielte er bis zu seinem achtzehnten Lebensjahr, bevor er in die Jugend von Vitesse Arnheim wechselte. Ab der Saison 2012/13 stand er im Kader der Profimannschaft aus der Eredivisie blieb dort allerdings bis zum Jahresende ohne Einsatz. Zusammen mit dem estnischen Torhüter Marko Meerits wurde van de Streek im Februar 2013 bis zum Sommer desselben Jahres an den FC Flora Tallinn verliehen. Er debütierte für den estnischen Rekordmeister am 1. Spieltag der neuen Spielzeit 2013 im Tallinner Derby gegen den JK Tallinna Kalev. In seinem zweiten Spiel für den Hauptstadtklub bei Paide Linnameeskond, das 6:0 gewonnen wurde, konnte der Niederländer die ersten Tore für Flora bei einem Hattrick erzielen. Seit August 2023 steht er bei Antalyaspor unter Vertrag.

## Erfolge
- Estnischer Fußballpokal: 2012/13